# Portobello Market
Portobello Market ist ein Brettspiel für zwei bis vier Spieler von Thomas Odenhoven, das 2007 bei Schmidt Spiele erschien. Die Illustrationen stammen von Michael Menzel, die Grafica (sic!) von Christof Tisch.

## Inhalt
- 1 Spielplan
- 96 Marktstände in 4 Farben:
  - je 30× gelb und rot (für 2 Spieler)
  - 20× grün (für den dritten Spieler)
  - 16× blau  (für den vierten Spieler)
- 20 Aktionsplättchen:
  - je 1 Satz in den Spielerfarben für 2, 3 und 4 Aktionen
  - ein Satz neutrale Plättchen für 1 (4×), 2 (2×) und 3 (2×) Aktionen
- 11 Kunden:
  - 5 Gehilfen (grau)
  - 5 Bürger (rosa)
  - 1 Lord
- 1 Bobby
- 4 Wertungssteine in den Spielerfarben
- 4 Spielertableaus
- 1 Stoffbeutel
- 1 Spielanleitung (je 4 DIN-A4-Seiten in Deutsch, Französisch und Italienisch)

## Spielprinzip
Der Spielplan zeigt den Bereich des Portobello Markets in London mit 11 Plätzen, 22 Gassen und 12 Distrikten. Jeder Distrikt ist von 3 Gassen umgeben, jede Gasse hat Platz für unterschiedlich viele Marktstände, mindestens für 2 und maximal für 6. Bei zwei Spielern erhält jeder Spieler 30 Marktstände, bei drei Spielern 20 und bei vier Spielern 16 Marktstände.
Jeder Spieler wählt zu Beginn seines Zuges eines seiner offen liegenden Aktionsplättchen, dreht dieses um und führt die Anzahl der damit erlaubten Aktionen durch. Folgende Aktionsmöglichkeiten bestehen:
- Aufstellen eines Marktstandes auf ein freies Gassenfeld. Die Gasse muss dabei zu einem Distrikt gehören in dem sich der Bobby befindet.
- Platzieren eines Kunden. Dazu zieht der Spieler einen Kunden aus dem Stoffbeutel und stellt ihn auf einen beliebigen Platz. Handelt es sich dabei um den letzten im Beutel befindlichen Kunden, platziert er zusätzlich den Lord auf dem letzten freien Platz.

Kommt es während einer der beiden Aktionen zu der Situation, dass in einer oder mehreren Gassen der letzte Marktstand platziert und/oder beide Plätze am Ende der Gasse mit Kunden besetzt sind/werden, kommt es zu einer Wertung. Zunächst addiert jeder Spieler die Punkte seiner Marktstände (1 bis 3) in der oder den Gassen, anschließend wird die Summe mit 1 bis 4 multipliziert. Der Faktor hängt von der Wertigkeit der Kunden auf den beiden Plätzen am Ende der jeweiligen Gasse ab. So ergeben 2 Gehilfen nur einen Faktor von 1, ein Kunde und der Lord aber den Faktor 4. Die Wertungssteine werden dann auf der Kramerleiste vorgezogen.
Zusätzlich darf ein Spieler beliebig oft den Bobby versetzen, muss dafür aber unter Umständen Punkte abgeben, die ggf. den Mitspielern zugeschrieben werden.
Anstatt Marktstände oder Kunden zu platzieren, kann ein Spieler auch einen offenen 2er oder 4er Marker auf einem Distrikt platzieren. Die Anzahl seiner an den Distrikt angrenzenden Marktstände wird dann mit 2 oder 4 multipliziert und sein Wertungsstein entsprechend vorgerückt. Anschließend nimmt sich der Spieler eins der neutralen Wertungsplättchen und legt es offen an sein Spielertableau.
Sind alle 3 Aktionsplättchen eines Spielers benutzt worden, darf er sie wieder auf die offene Seite drehen.
Das Spiel endet in der Runde, in der ein Spieler seinen letzten Marktstand platziert. Zum Abschluss werden noch alle unvollständigen Gassen gewertet an deren Ende der Lord steht.

## Auszeichnungen
- 2007 Spiel des Jahres in Schweden in der Kategorie „Bestes Familienspiel“
- 2008 Nominiert für den Boardgames Australia Awards in der Kategorie „Bestes Internationales Spiel“

## Spielkritiken
- Spielbox Ausgabe 2/07: „Gelungene Metamorphose“